# Leuchtturm Zuidertoren
Der Zuidertoren (deutsch Südturm) ist ein ehemaliger, 31 Meter hoher Leuchtturm auf der niederländischen Insel Schiermonnikoog. Der Zuidertoren wurde im Jahre 1854 gemeinsam mit dem heute noch aktiven Noordertoren errichtet. Die Planer erachteten es als notwendig, zwei Leuchttürme auf Schiermonnikoog zu errichten, da eine Identifikation von Leuchttürmen anhand von Lichtsignalen (Kennung) noch nicht bekannt war und nur durch zwei Lichtsignale eine sichere Positionsbestimmung und damit eine sichere Passage der Untiefen um Schiermonnikoog möglich war.
Im Jahre 1910 wurde der Noordertoren mit einem neuen Leuchtfeuer mit Drehoptik und eigener Kennung ausgerüstet. Dies machte den Zuidertoren überflüssig. Er wurde stillgelegt. Zwischen 1950 und 1952 diente der Zuidertoren dann als Wasserturm, seit 1992 als Sendeturm.